# Damascénská ocel

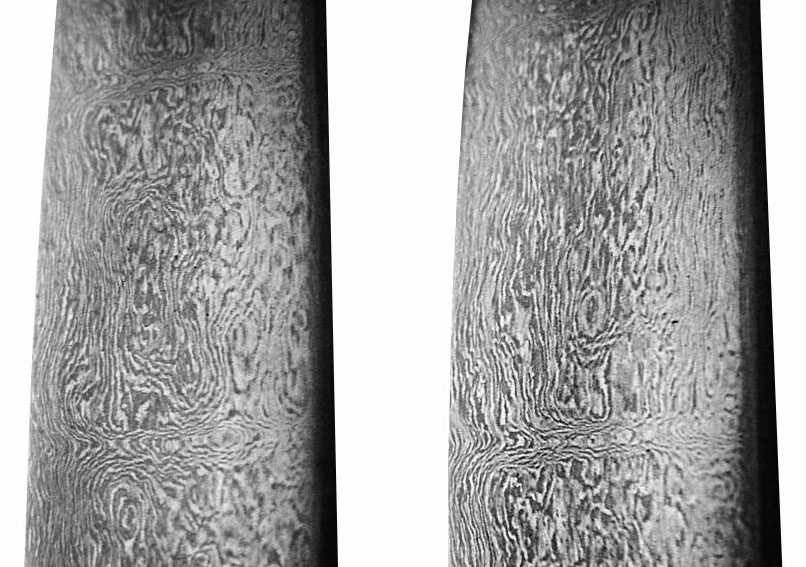
Čepel perského meče z damaškové oceli – 13. století našeho letopočtu.

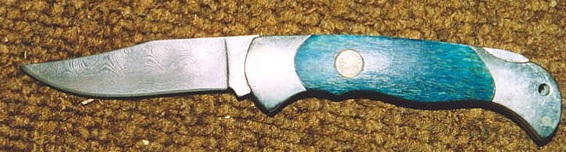
Moderní kapesní nůž s čepelí z oceli svařované do vzoru.

Termín damascénská nebo damašková ocel (podle syrského města Damašek, přes který byla dříve tato ocel zejména z Indie dovážena) označuje obecně dva druhy ocelí s charakteristickými vzory, takzvaným mramorováním: historický damask (anglicky zvaný wootz) používaný k výrobě ve své době kvalitních čepelí nožů a mečů; a moderními postupy vyráběný damask (anglicky pattern-weld), který je tvořen ocelí svařovanou do vzorů. 

## Historie
Původní damascénská ocel se vyráběla v Indii a na Srí Lance, poté se výroba rozšířila do Persie a do Turecka, odkud se výrobky dostaly do Evropy.
Damašková ocel se stala známou díky svým vlastnostem, tedy velmi vysoké tvrdosti a zároveň houževnatosti. Její původ sahá do Indie, kde začala její výroba. Dnešní název "damašková ocel" je odvozen od města Damašek, skrze které se jako prodejní artikl dostávala z Indie a malé Asie až do Evropy. 

## Metoda výroby
Současný postup výroby damaškové oceli je odlišný od historických postupů. Místo fúzování oceli jako u původního damašku je dnešní proces založen na kovářském svařování více vrstev s rozdílným množstvím obsahu uhlíku. Základem dnešní damaškové oceli jsou tak dva typy oceli, z nichž jedna disponuje vysokým obsahem uhlíku a druhá naopak nízkým. Propojením těchto dvou protipólů tak vzniká ocel tvrdá, ale zároveň houževnatá.
Počátek výroby je tak daný složením základního paketu, který je tvořen složením těchto dvou druhů ocelí na přeskáčku. V případě nedodržení pořadí prokládaných ocelí se spoj mezi danými vrstvami neguje a dojde tak ke spojení dvou shodných materiálů. Po přípravě základního paketu je nutné ocel nahřát a pro snazší propojení kovářského svaru a zamezení vzniku nedokonalostí ve svaru se paket obalí tavidlem.
Ohřátí takto připravené oceli probíhá na teplotu přes 1400 °C, kdy dochází k přechodu z pevného skupenství. (Teploty pro kovářské svařování se liší v závislosti na typu materiálu). Toto povolení materiálu při vysokých teplotách pak dovolí tlakem úderů kladiva nebo tlakem pod lisem spojení ocelí do jednoho celistvého kusu.

## Kresba damaškové oceli
Damašková ocel je velice známá nejen díky svým vlastnostem, ale také díky své kresbě. Základní kresba je určená průchodem svarů, které rozdělují hranice mezi ocelí. Kresbu je však možné tvořit stejně jako samotnou ocel a upravovat kombinací kovářského sváření spolu s dalšími kovářskými technikami, jakou jsou torzírování (kroucení), prokládání, apod.

## Využití damaškové oceli
Damašková ocel je materiálem pro výrobu čepelí i pro šperkařské využití, existují dochované kousky damaškových zbrojí, výjimečně lze nalézt i umělecky zpracované předměty z damaškové oceli. 